# Helgakviða Hundingsbana I

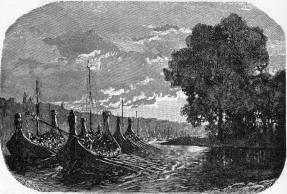
El ejército de Helgi parte a luchar por Sigrún.

Helgakviða Hundingsbana I, Völsungakviða o Primer canto de Helgi Hundingsbane es una poesía en nórdico antiguo que se encuentra en la Edda poética. Constituye uno de los cantos de Helgi junto con Helgakvida Hundingsbana II y Helgakvida Hjörvardssonar.
Las ubicaciones en el poema han sido fuente de grandes debates, entre las escuelas danesas, que mantienen orígenes daneses para las ubicaciones y los puntos de vista suecos que afirman que la geografía mencionada en el poema es sueca (e.g. Brávellir y Brandey) y los personajes de (Ylfings, Högni y Granmarr) ubicando el lugar de los eventos en Östergötland y Södermanland. El poema es ambiguo en atribuir a Helgi a los clanes Ylfing, Yngling y Volsung, lo que sugiere una combinación de tradiciones originalmente sin relación.
En la Edda, el poema es una secuela a Helgakvida Hjörvardssonar cuyos héroes Helgi Hjörvarðsson y Sváva renacen como Helgi Hundingsbane y Sigrún. Sin embargo en el Codex Regius, el orden es inverso y es Helgakvida Hjörvardssonar la continuación de esta composición.
El poema comienza en una ubicación llamada Brálund con el nacimiento de Helgi Hundingbane, el hijo de Sigmund y Borghild. Las nornas llegan a la morada para configurar su futuro como héroe.
| 1. Ár var alda, þat er arar gullu, hnigu heilög vötn af Himinfjöllum; þá hafði Helga inn hugumstóra Borghildr borit í Brálundi. - 2. Nótt varð í bæ, nornir kómu, þær er öðlingi aldr of skópu; þann báðu fylki frægstan verða ok buðlunga beztan þykkja. | 1. En los viejos días, cuando las águilas gritaban, Y sagradas corrientes caían desde peñascos en el cielo, Estaba Helgi entonces, el héroe de corazón, hijo de Borghild, nacido en Bralund. - 2. Era de noche en la morada, y llegaron las nornas, Quienes moldearon la vida de aquel noble; Le concedieron la mayor fama de todos los guerreros Y el mejor de los príncipes que jamás existiera. |  |

Cuando Helgi tenía quince años, mató a un hombre llamado Hunding. Esto provocó que los hijos de Hunding, Eyjólfr, Álfr, Hjörvarðr y Hávarðr se acercaran a Helgi reclamando por wergeld y por el regreso del botín que Helgi había tomado del padre de ellos. Cuando Helgi se negó a ello, los hijos de Hunding le declararon la guerra y tuvo lugar una batalla en donde Helgi mató a todos los hijos de Hunding.
Helgi conoce a la valquiria Sigrún que le informa que el padre de ella, Högni la había prometido en matrimonio a Höðbroddr, el indigno hijo del rey Granmarr del clan de los Hniflung. Helgi prometió encargarse de Höðbroddr y reclamarla para sí. Helgi luego reúne una poderosa hueste y parte a declararle la guerra a la familia de Höðbrodd.
Cuando llegan al reino de Granmar, el poema trata sobre los insultos entre el medio hermano de Helgi, Sinfjötli y el hermano de Höðbrodd, Goðmundr. Luego los ejércitos se enfrentan en Frekastein y Helgi sale victorioso de la contienda y toma a Sigrún como su novia.